# سید جلال‌الدین کاشانی
سید جلال‌الدین کاشانی (مویدالاسلام) (درگذشت آذر ۱۳۰۹ (خورشیدی)) مدیر و نویسنده نشریه حبل‌المتین در دوره جنبش مشروطه ایران.
حَبل‌المتین نشریه‌ای هفتگی به زبان فارسی بود که از ۱۳۱۱ هجری قمری در کلکته به مدیریت و نویسندگی سید جلال‌الدین کاشانی، ملقب به مویدالاسلام منتشر می‌شد.
مقالات این نشریه در ترویج اندیشه مشروطه‌خواهی در جریان جنبش مشروطه ایران نقش مؤثری داشت. این نشریه بنامترین و بزرگ‌ترین نشریه فارسی‌زبان زمان خود بود. این نشریه بیشتر پویش سیاسی داشت چنان‌که با گرفتن وام از روسیه به مخالفت برخاسته بود یا اینکه یکی از نخستین جاهایی بود که فریاد مشروطه‌خواهی را سر داد.
تحلیل زندگی صاحب و ناشر اصلی حبل و المتین کار بی جا و بی موردی نیست: این زندگی نامه را باید در پرتو نسل های آینده دید،یعنی نوعی از یک فرد ایرانی که درگیر نوشتن شده بود تا آنچه را که ((بیداری ایران)) قلمداد می شد، اعتلاء بخشد.
ایرانپرست فرزند داعی الاسلام،  گزارشی مبسوط از سفرهای داخلی و خارجی از جمله سفر به تمام نقاط ایران و به خارج از ایران، یعنی سنگاپور،عمان،بین‌النهرین بدست میدهد، در کلکته سید به تجارت پرداخت. او واقعا مردی جهاندیده بود، همانطور که در زندگی مذهبی اش آزموده بود.